# Formica paralugubris
Espèce
Formica paralugubris est une espèce de fourmis du genre Formica. Elle appartient au sous-genre Formica (Formica), communément appelé « Fourmis rousses des bois ». Cette espèce est remarquable par sa capacité à constituer des supercolonies. L'épithète « paralugubris » indique sa grande ressemblance morphologique avec F. lugubris.

## Caractéristiques morphologiques
Appartenant au sous-genre Formica (Formica), F. paralugubris en partage les caractéristiques. Les ouvrières sont clairement bicolores, avec un thorax rouge-orange, un abdomen brun foncé et une tête bicolore (dessus brun foncé, joues nettement orange). Le dessus de leur tête (occiput) est convexe contrairement au sous-genre Formica (Coptoformica), dont on a l'impression que le dessus de la tête est enfoncé. Leur clypeus n'est pas pourvu d'une encoche en V comme chez Formica (Raptiformica). Quant aux espèces de Formica (Serviformica), elles sont plus petites et souvent de couleur uniforme. 
Les ouvrières de F. paralugubris ont une rainure frontale nettement brillante. Leur occiput, bombé, porte une frange épaisse de poils s'étendant vers l'avant au-dessus de la zone située entre les ocelles et les côtés de la tête. Certaines populations présentent des poils sur le premier segment de leurs antennes. Elles se distinguent  de F. pratensis par une tache foncée peu marquée et sans limite nette sur le dos du thorax (nette chez F. pratensis). F. rufa, F. polyctena et F. aquilonia portent de rares poils sur le bord postérieur de la tête qui ne se situent pas autour des yeux comme dans le cas F. paralugubris où ils sont dressés et proéminents (ce caractère pouvant être absent chez F. aquilonia surtout dans les zones les plus septentrionales).

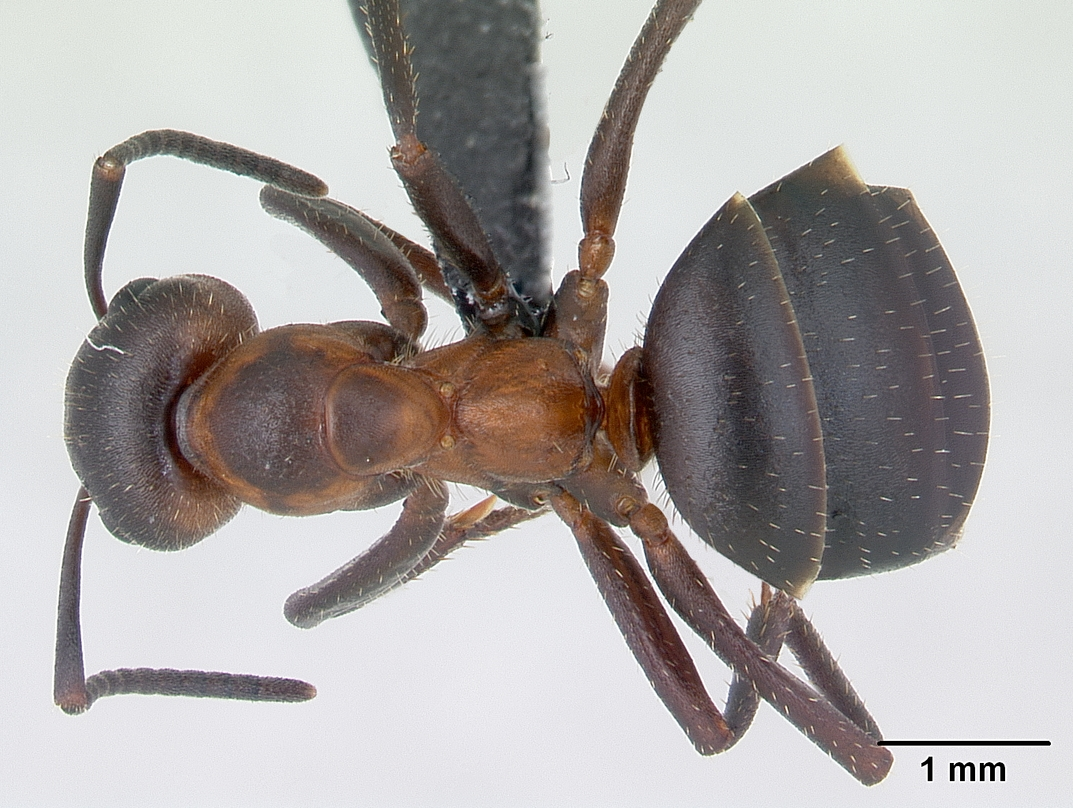
Poils sur le dessus de la tête et limites floues de la tache sur le thorax chez F. paralugubris et F. lugubris
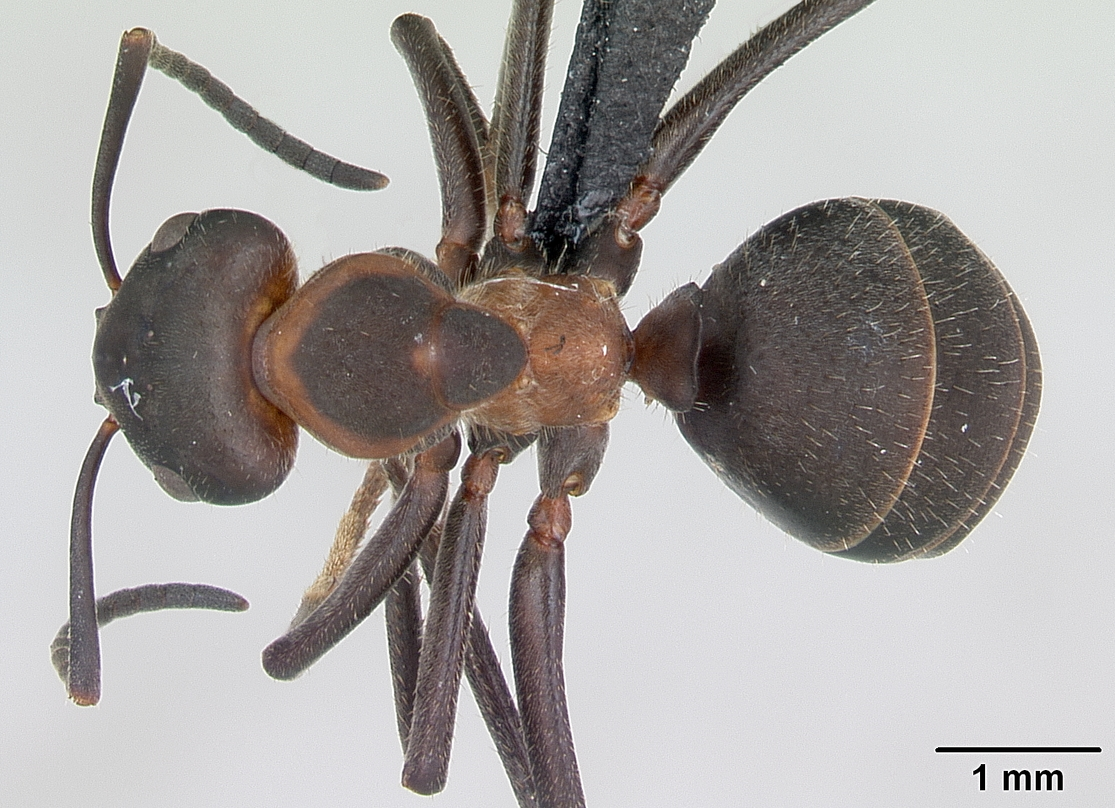
Absence de poils sur la tête chez F. pratensis, F. rufa, F. polyctena et F. aquilonia et limites nettes de la tache sur le thorax chez F. pratensis
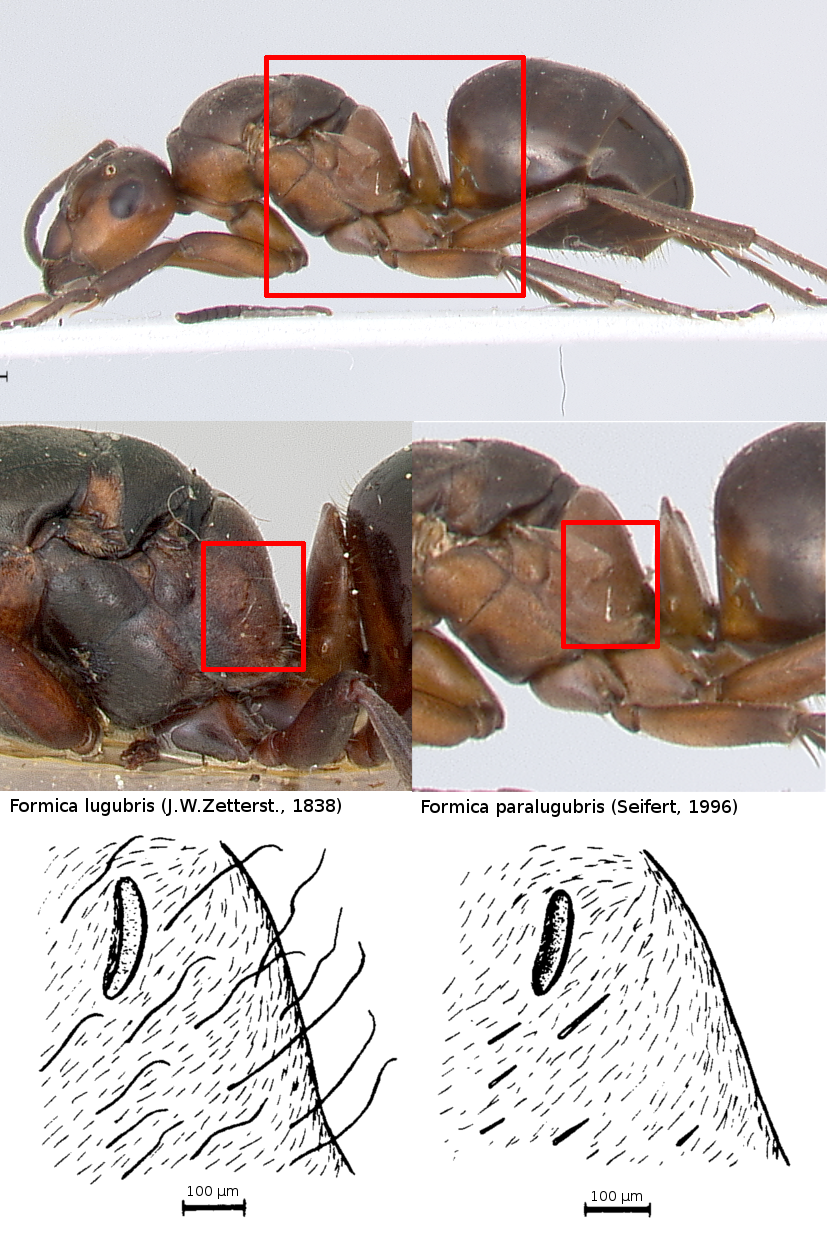
Différences entre les reines Formica lugubris et Formica paralugubris. Les poils situés sur le côté du thorax, en dessous du dernier stigmate, sont plutôt longs, frisés et fins chez F. lugubris ; courts, droits et épais chez F. paralugubris.

Longtemps confondue avec F. lugubris, ce sont les recherches entreprises dans la supercolonie de Chalet à Roch, dans le Jura suisse qui ont permis de décrire F. paralugubris comme une espèce distincte. Il est impossible de distinguer leur morphologie sur le terrain. Cela nécessite une préparation en laboratoire ainsi qu'une loupe binoculaire avec un grossissement d'au moins 70x. Généralement, les poils recouvrant le corps des ouvrières de F. paralugubris sont plus courts, tout en se rapportant à la proportionnalité avec la taille de l'individu. Cette différence est plus nette chez les reines. Les mâles sont pour l'instant impossibles à différencier,. 

Spécimens de F. lugubris de distinction impossible avec F. paralugubris
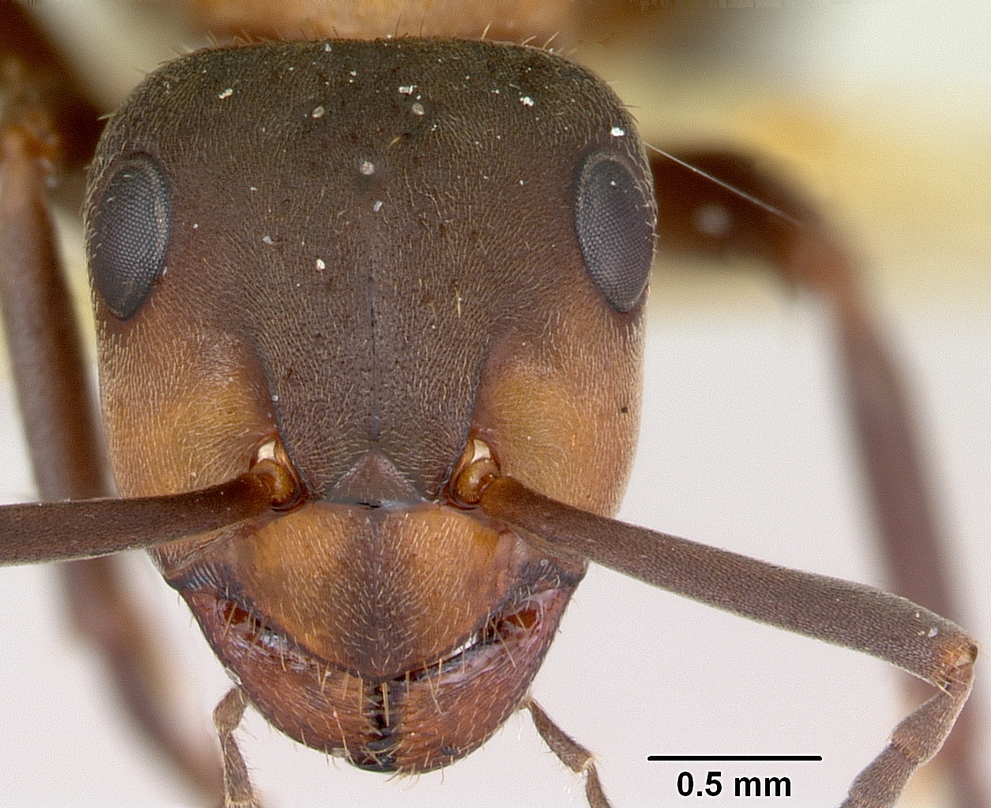
Tête d'une ouvrière
Tête d'une femelle devenue reine
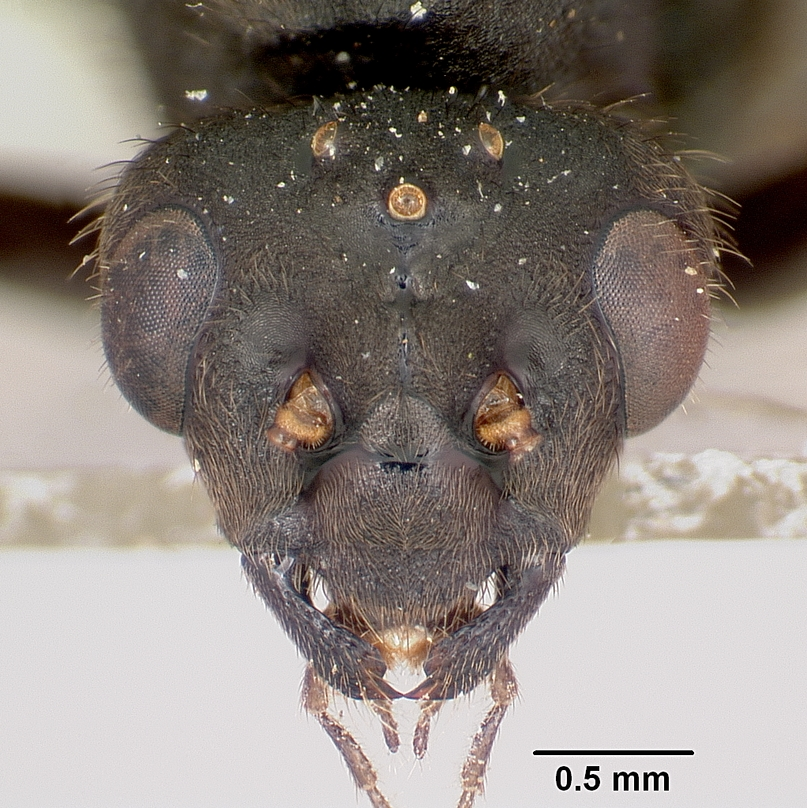
Tête d'un mâle

### Castes
Les ouvrières mesurent de 4.5 à 9.0 mm de long et pèsent environ de 7 à 10 mg. La largeur de leur tête peut mesurer jusqu'à 2,1 mm. Elles constituent 99% des individus de la colonie. Malgré leur dimorphisme, il n'y a pas de spécialisation en soldates pour les plus grosses,.
Les individus sexués sont ailés et d'une taille 1 à 2 fois supérieure à celle des ouvrières (de 9,5 à 10,5mm) pour un poids moyen de 35 mg pour les femelles et 25 mg pour les mâles. Les femelles se distinguent par une tête assez grande et un abdomen presque sphérique et luisant. Elles sont bicolores, comme les ouvrières. Les mâles possèdent une tête de très petite taille, avec des yeux proéminents. Leurs mandibules sont atrophiées. Leur abdomen, nettement allongé, au moins modérément luisant, présente des pièces copulatoires jaune-orange très visibles. L'ensemble du corps est beaucoup plus poilu et sa coloration générale est noire, avec des pattes souvent claires,.

Spécimens de F. lugubris de distinction impossible avec F. paralugubris
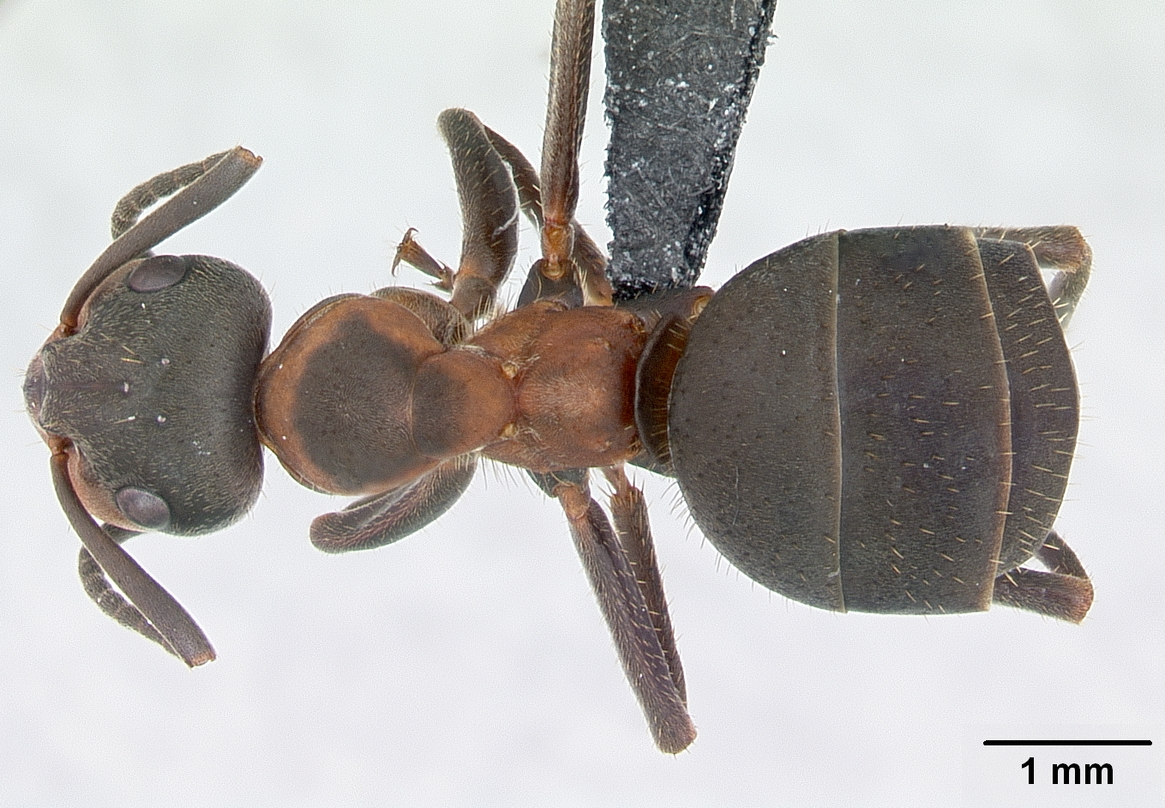
Vue dorsale d'une ouvrière
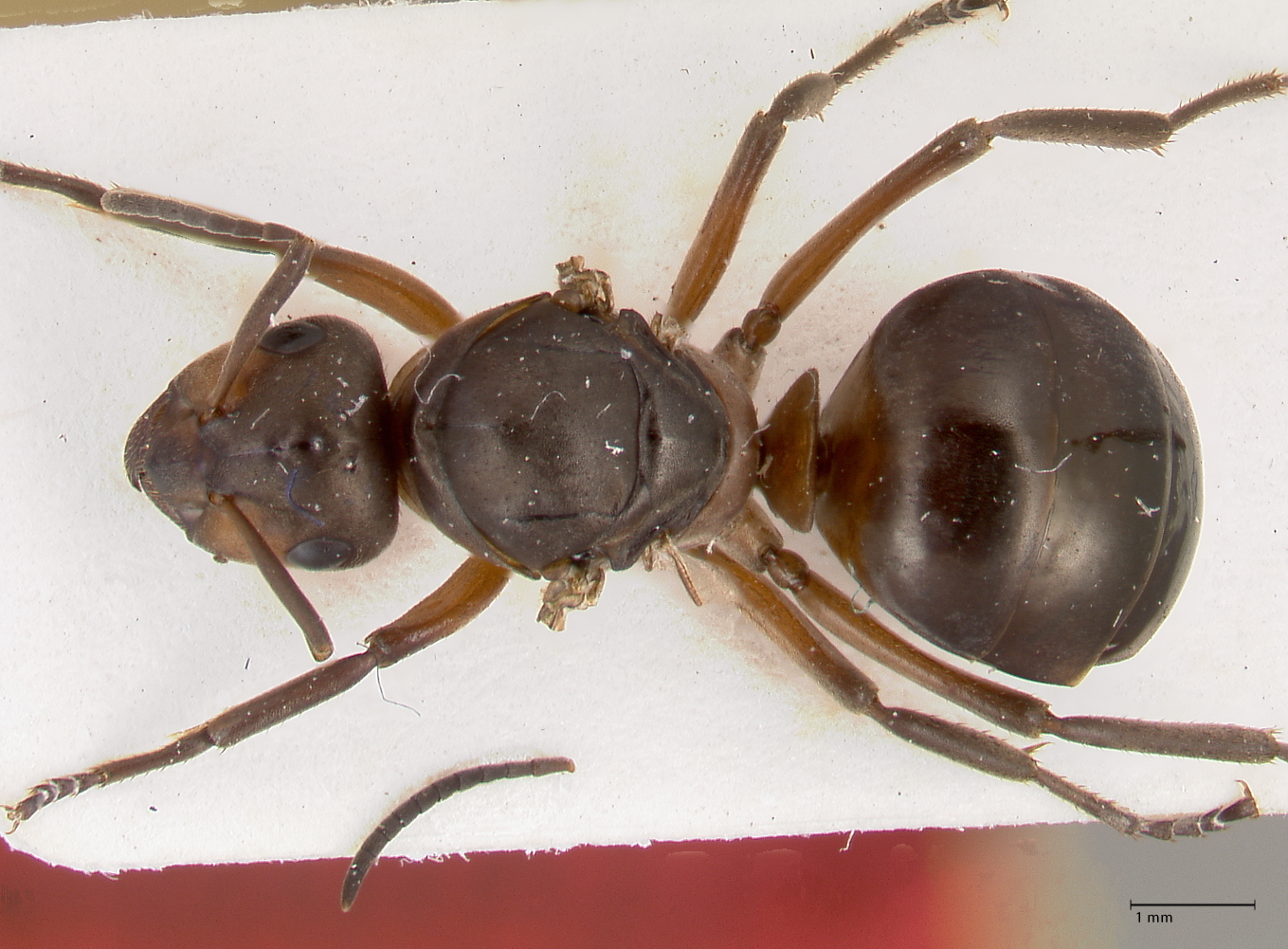
Vue dorsale d'une femelle devenue reine, noter les moignons d'ailes découpées
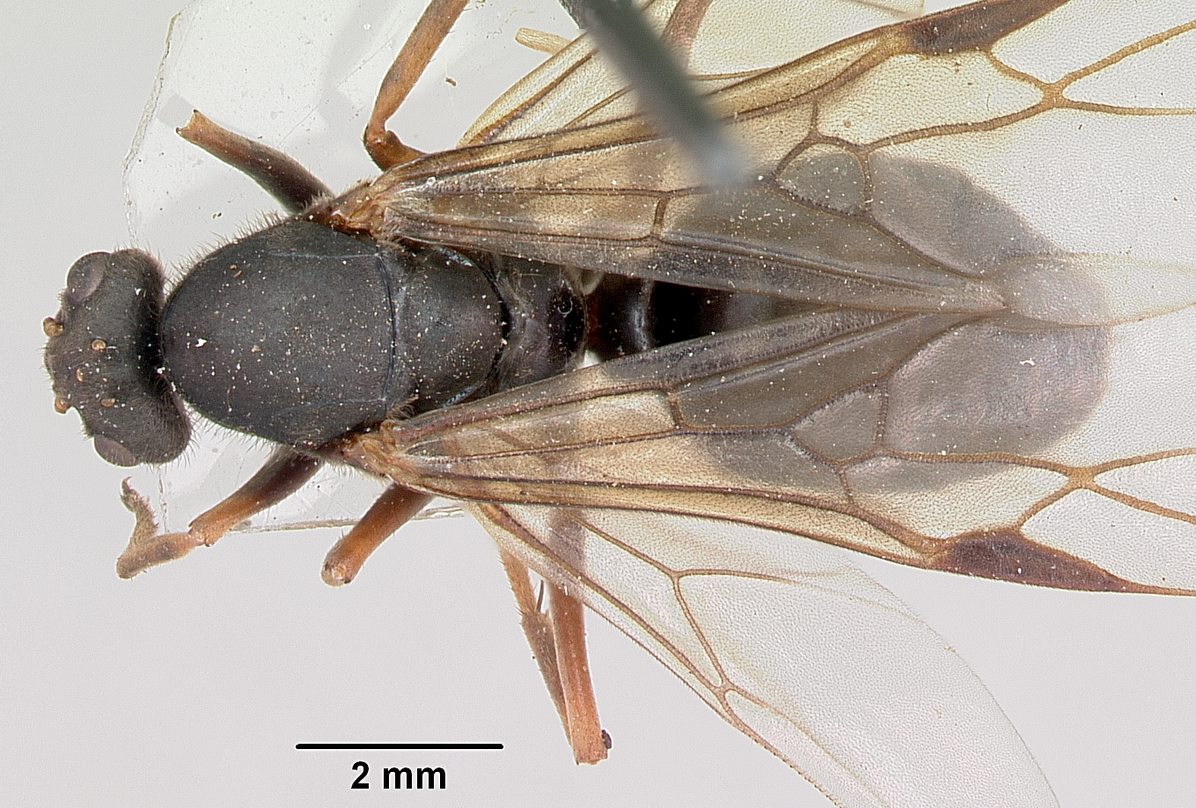
Vue dorsale d'un mâle

Spécimens de F. lugubris de distinction impossible avec F. paralugubris
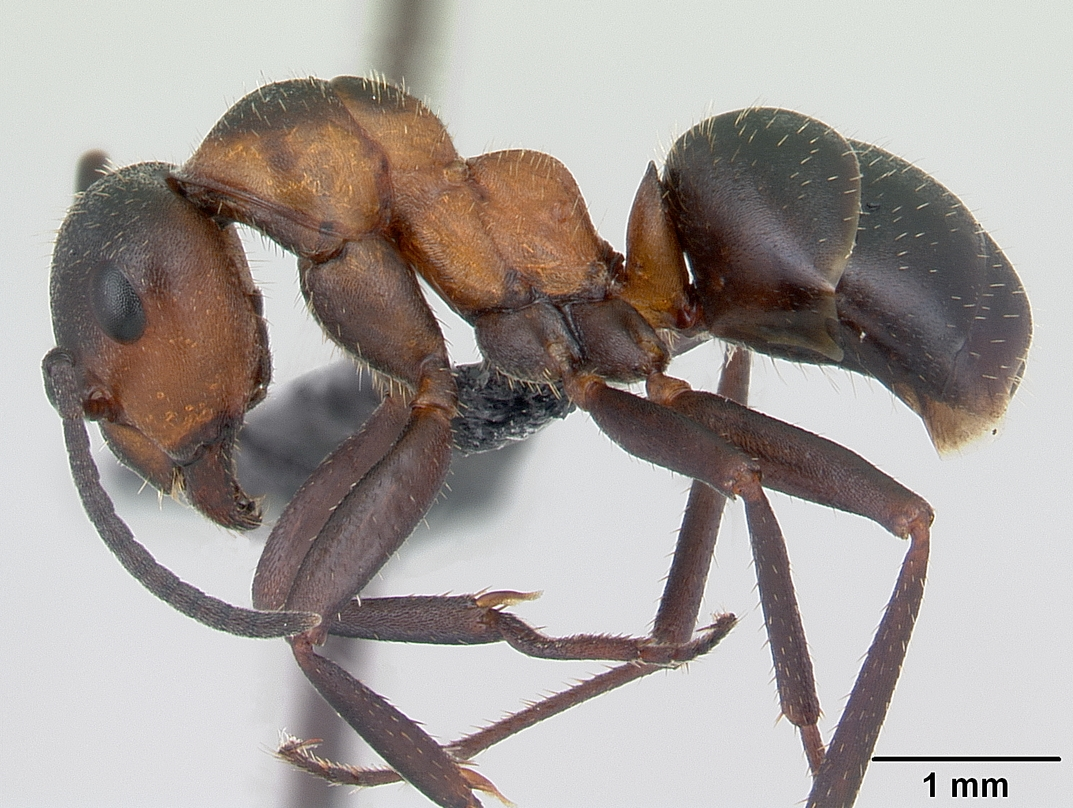
Vue de profil d'une ouvrière
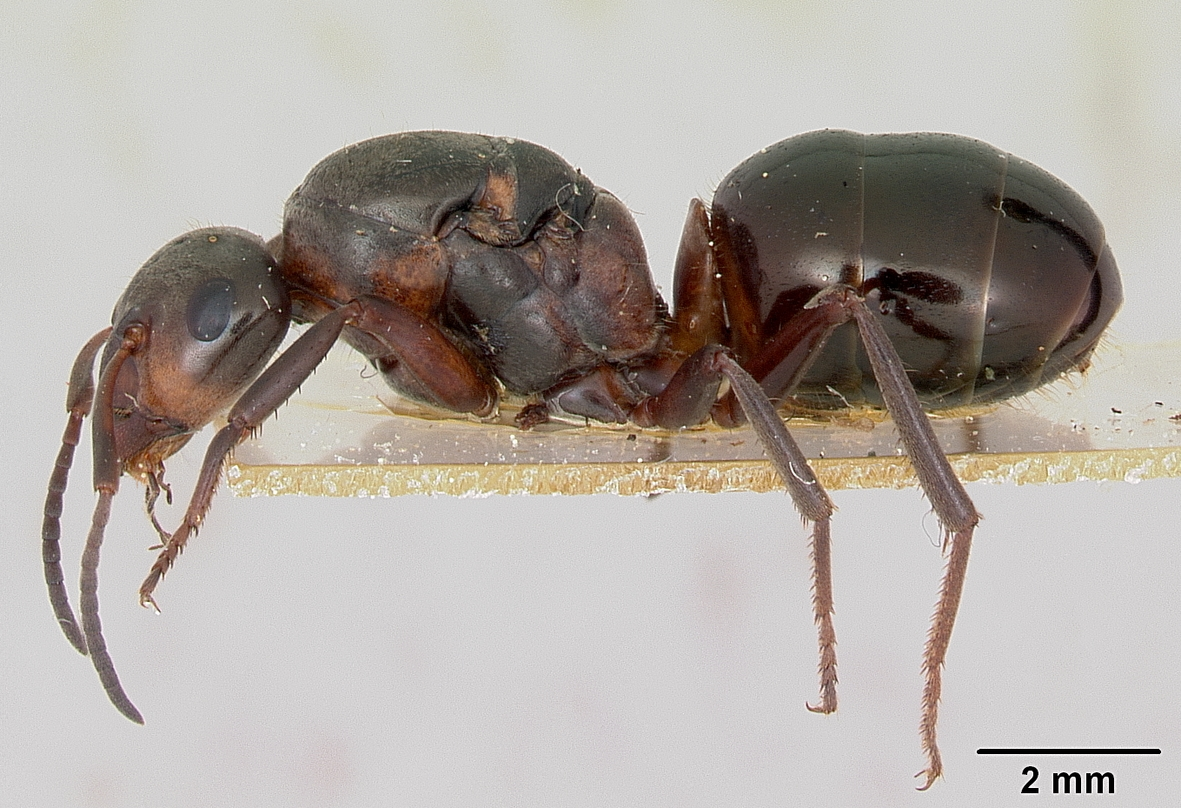
Vue de profil d'une femelle devenue reine
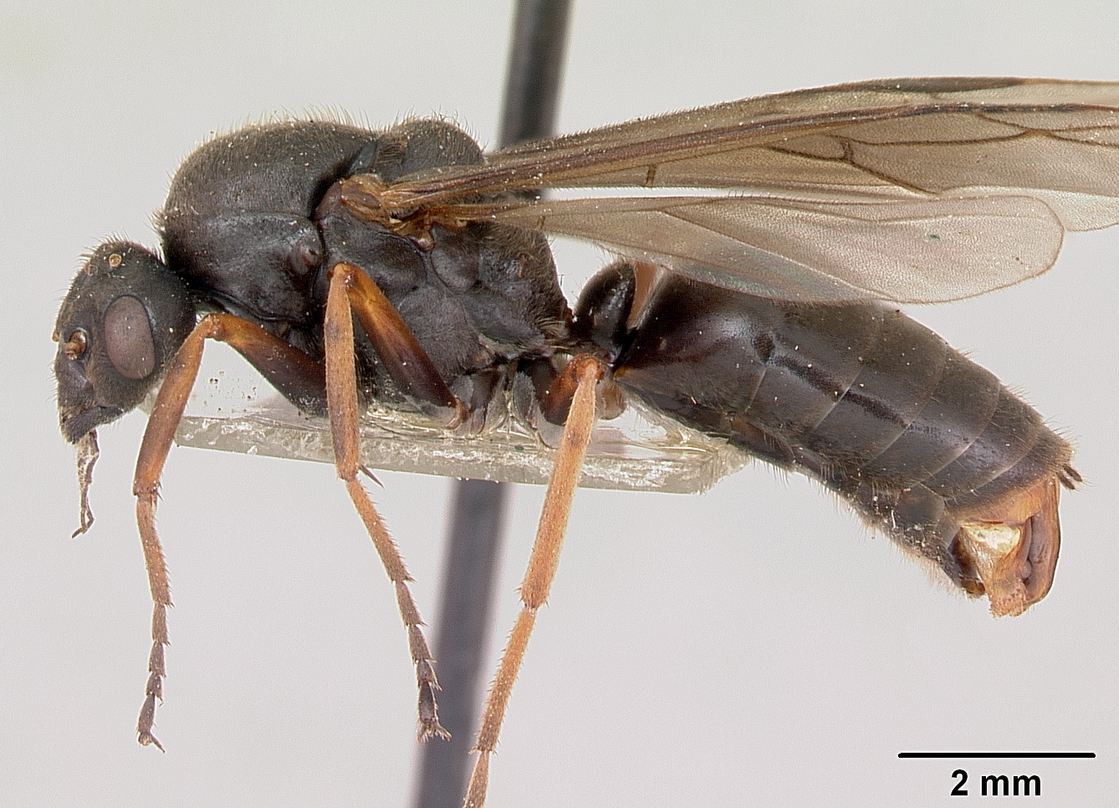
Vue de profil d'un mâle
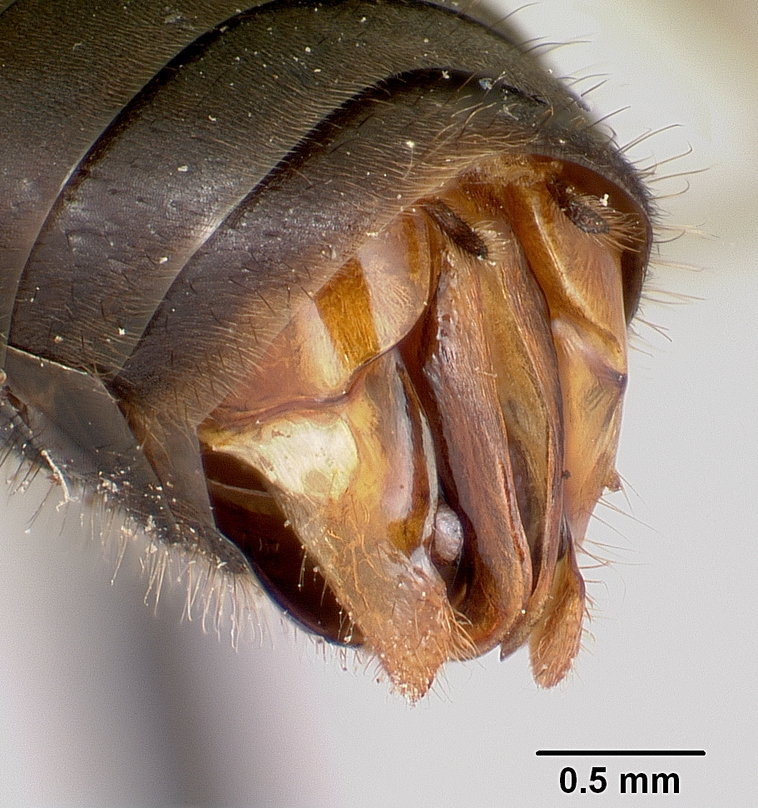
Pièces copulatoires d'un mâle

## Habitat et répartition
F. paralugubris est une boréo-alpine des régions biogéographiques paléarctique et néarctique. En Europe, elle a été répertoriée en Albanie, Andorre, Autriche, France, Allemagne, Italie, Espagne et Suisse. Elle est également connue au Canada où l'espèce a été importée à des fins expérimentales.
Comme F. lugubris, F. paralugubris, elle réside dans les forêts d'altitude au-dessus de 1000m en Europe occidentale. Bien que beaucoup plus rare, F. aquilonia partage des biotopes identiques. À contrario, F. rufa et F. polynecta sont des espèces de plaine qui montent rarement au-dessus de 800m, F. pratensis fréquente les milieux ouvert (prairies, talus herbeux, ourlets forestiers).

## Écologie et comportement

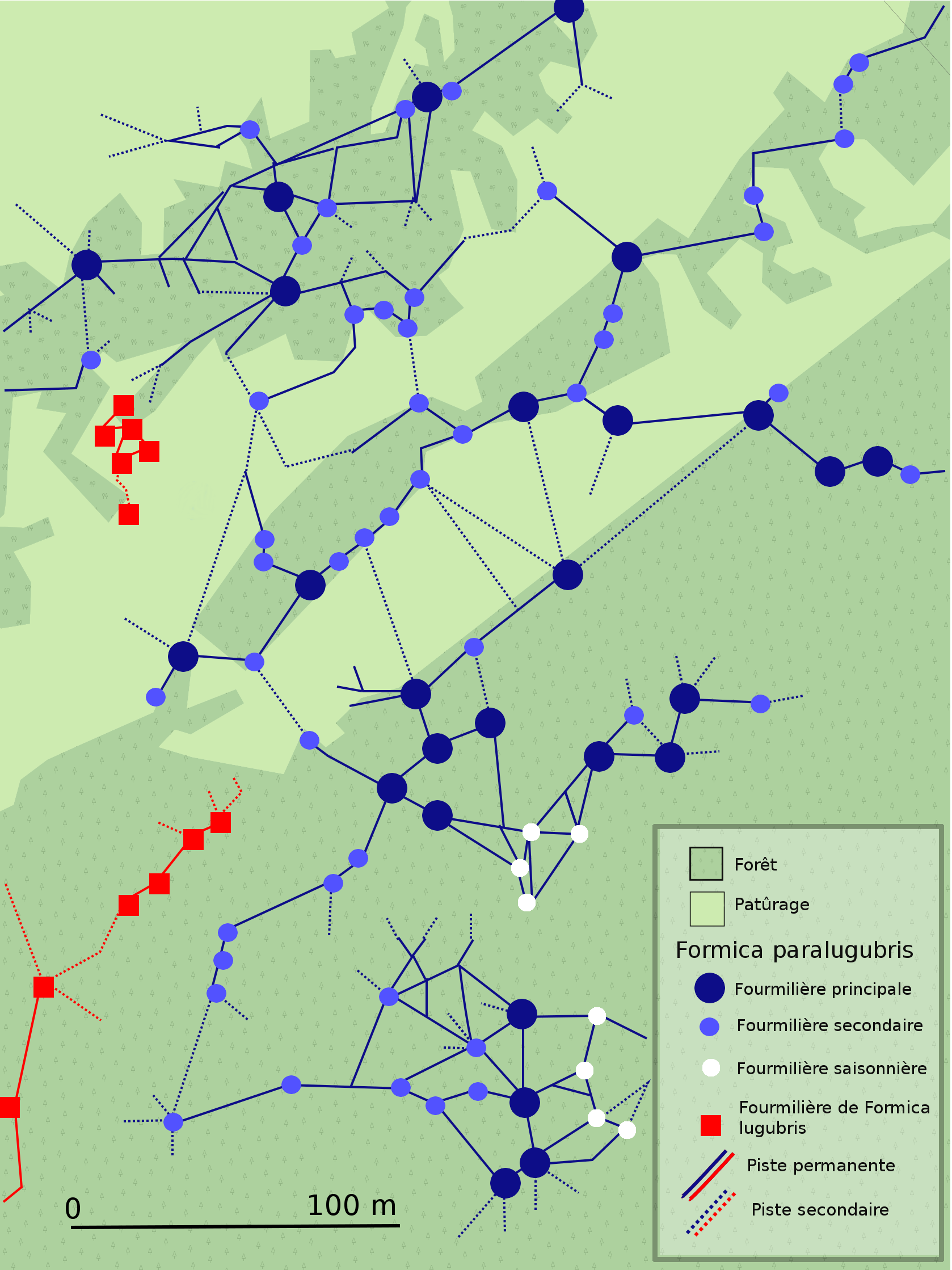
Carte schématique d'une partie de la supercolonie de Formica paralugubris (station de Chalet à Roch, Le Brassus, Massif du Jura, Suisse, Altitude : 1450 m) Elle reflète les principes de la supercolonie mais pas l'emplacement exact des fourmilières

F. paralugubris est une espèce obligatoirement hautement polygyne et le plus régulièrement polydôme. C’est-à-dire que sa colonie est obligatoirement constituée de plusieurs dizaines voire centaines de reines pondeuses et sa structure sociale est caractérisée par l’interconnexion de plusieurs fourmilières. Ce fait la distingue clairement de F. lugubris qui est soit monogyne (une seule reine par colonie) soit faiblement polygyne et monodôme (chaque fourmilière est indépendante l'une de l'autre) En Suisse, au sein du Parc jurassien vaudois, sur la localité du Brassus, la station du Chalet à Roche est considérée comme le record absolu de cette espèce avec une supercolonie constituée de 1200 fourmilières reliées entre elles par 100 km de pistes et qui sont établies sur une surface de 70 hectares. Cette supercolonie représenterait près de 200 millions d'individus.

### Médication collective
Les fourmilières de F. paralugubris contiennent de petites boulettes de résine de conifère, plusieurs kilogrammes au total, ce qui avait déjà été remarqué par Réaumur au XVIIIe siècle. L'utilité de ces boulettes a fait l'objet de plusieurs hypothèses peu concluantes ; il a été proposé dans les années 2000 que cela serait en fait un exemple de médication animale, ou zoopharmacognosie. Il a en effet été montré que celle-ci a un effet négatif sur la bactérie pathogène Pseudomonas fluorescens ainsi que sur le champignon entomopathogène Metarhizium anisopliae. La collecte de résine s'effectue préférentiellement au printemps, période délicate pour le couvain, ce qui fait penser que la collecte pourrait résulter d'un choix actif. Ce comportement serait prophylactique plutôt que curatif, car les fourmis collectent la résine même en absence de pathogène. Enfin, la présence de la résine induit une baisse d'activation du système immunitaire des fourmis, phénomène également constaté chez les abeilles Apis mellifera, ce qui représente une économie de ressource pour les individus.